# Bandio (Niger)
Bandio ist ein Dorf in der Landgemeinde Dargol in Niger.

## Geographie

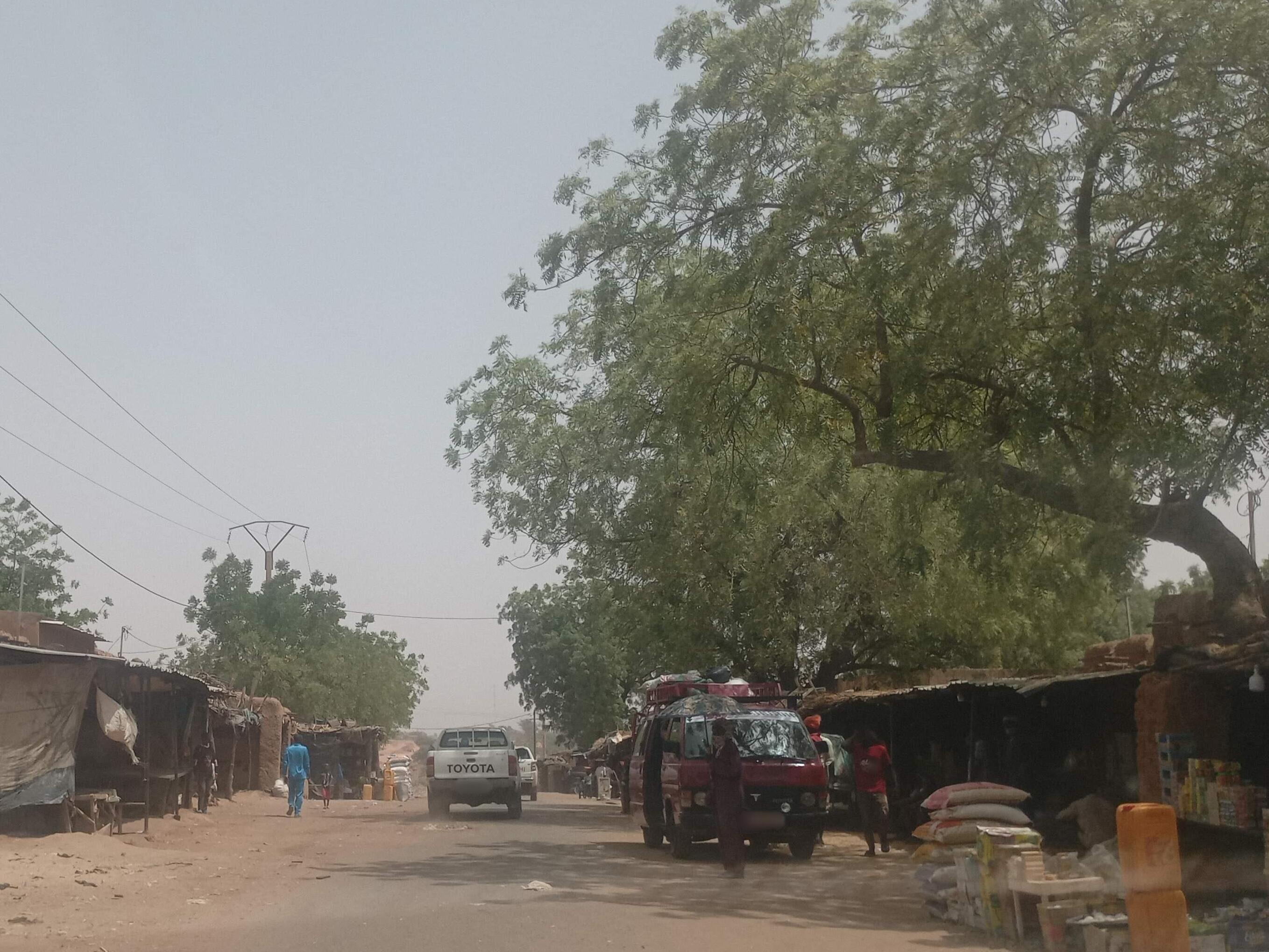
Nationalstraße 4 in der Ortsmitte von Bandio (2025)

Das von einem traditionellen Ortsvorsteher (chef traditionnel) geleitete Dorf liegt etwa 15 Kilometer westlich des Hauptorts Dargol der gleichnamigen Landgemeinde, die zum Departement Gothèye in der Region Tillabéri gehört. Rund 20 Kilometer nördlich von Bandio befindet sich die Bergwerkssiedlung Komabangou. Zu den Siedlungen in der näheren Umgebung von Bandio zählen Garbougna im Südosten, Tassia im Süden und Boura im Westen.
Bandio wird zur Übergangszone zwischen Sahel und Sudan gerechnet. Das Dorf liegt am Fluss Dargol. Nordwestlich von Bandio erhebt sich der 312 m hohe Hügel Tondi Bandé.

## Geschichte
Bei einer Untersuchung im Februar 1974 wurde beim Befall mit der Saugwürmer-Art Schistosoma haematobium unter den 5- bis 19-Jährigen im Ort eine Prävalenz von 16 Prozent festgestellt.

## Bevölkerung
Bei der Volkszählung 2012 hatte Bandio 9237 Einwohner, die in 972 Haushalten lebten. Bei der Volkszählung 2001 betrug die Einwohnerzahl 5337 in 652 Haushalten und bei der Volkszählung 1988 belief sich die Einwohnerzahl auf 5274 in 551 Haushalten.
In Bandio wird die Sprache Zarma gesprochen.

## Wirtschaft und Infrastruktur

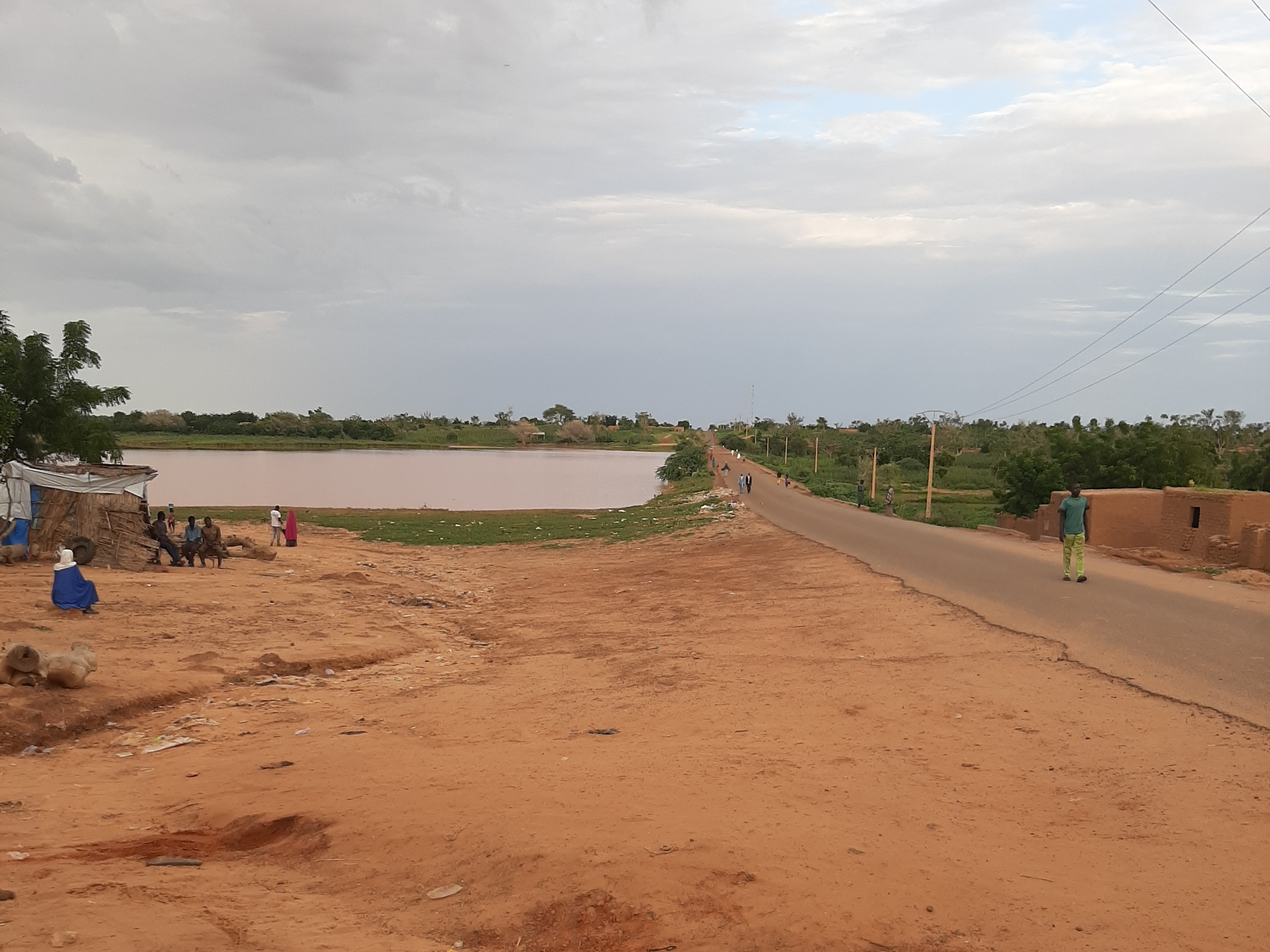
Brückendamm von Bandio (2023)

Das Dorf verfügt über einen bedeutenden Wochenmarkt, dem ein Viehmarkt angeschlossen ist. Der Markttag ist Samstag. Hier verkaufen Händler aus der Hauptstadt Niamey ihre Waren und die Produktvielfalt ist dem dortigen Marché de Katako vergleichbar. Die wichtigsten gehandelten Lebensmittel sind Erdnüsse, Sesam und Kartoffeln. Außerdem finden sich hier Töpferwaren, Kalebassen und geflochtene Matten aus Méhana. Mit dem Brückendamm von Bandio wird das ganze Jahr über Wasser aufgestaut.
In Bandio gibt es mit einem Centre de Santé Intégré (CSI) ein Gesundheitszentrum, das 2016 für die Versorgung von rund 26.700 Menschen zuständig war. Hier wurden 2011 und 2012 insgesamt 191 Cholera-Patienten behandelt, von denen 40 aus Bandio selbst kamen. Der CEG Bandio ist eine Schule der Sekundarstufe des Typs Collège d’Enseignement Général.
Die Nationalstraße 4 führt durch den Ort und verbindet ihn mit den Departementshauptorten Gothèye und Téra.